# Ray Rice
Raymell Maurice Rice (New Rochelle, 22 gennaio 1987) è un ex giocatore di football americano statunitense che ha militato nel ruolo di running back nella National Football League dal 2008 al 2013, prima di una squalifica per violenza contro l'allora fidanzata (poi divenuta moglie) che di fatto pose fine alla sua carriera.
Fu scelto dai Baltimore Ravens nel corso del secondo giro del Draft NFL 2008. Al college giocò a football a Rutgers. Rice è al secondo posto per yard corse (6 180), corse tentate (1 430) e touchdown segnati su corsa (37) nelle classifiche di tutti i tempi dei Ravens

## Carriera universitaria
Dal 2005 al 2007, Ray Rice giocò nella squadra di football della Rutgers University. Nella sua ultima stagione, egli era considerato un autorevole candidato per il Maxwell Award e l'Heisman Trophy, massimi riconoscimenti individuali a livello universitario.
Riconoscimenti vinti
- All-American secondo Rivals (2007)
- (2) formazione ideale All-Big East (2006, 2007)
- (2) finalista del Maxwell Award (2006, 2007)
- All-American tra i Freshman per Sporting News (2005)

## Carriera professionistica

### Baltimore Ravens

#### Stagione 2008
Rice fu scelto dai Baltimore Ravens nel secondo giro (55º assoluto) del Draft 2008 firmando un contratto quadriennale coi Ravens del valore di 2,805 milioni di dollari oltre a 1,1 milioni di bonus alla firma. Durante la pre-stagione portò il numero 39 ma in seguito passò al 27 (il suo numero a Rutgers) dopo che i Ravens tagliarono il cornerback Ronnie Prude.
Rice partì da titolare nella sua prima partita in carriera (settimana 1 della stagione 2008 contro Cincinnati Bengals). Rice ebbe il maggior numero di portate della squadra, 22, per 64 yard, commettendo un fumble. Rice ebbe anche 3 ricezioni per 19 yard nella vittoria dei Ravens 17–10 sui Bengals. Rice giocò la miglior partita della stagione nella settimana 9 contro i Cleveland Browns dove corse per 154 yard su 21 possessi. Rice terminò la stagione con 454 yard corse su 107 possessi oltre a 273 yard ricevute su 33 ricezioni.

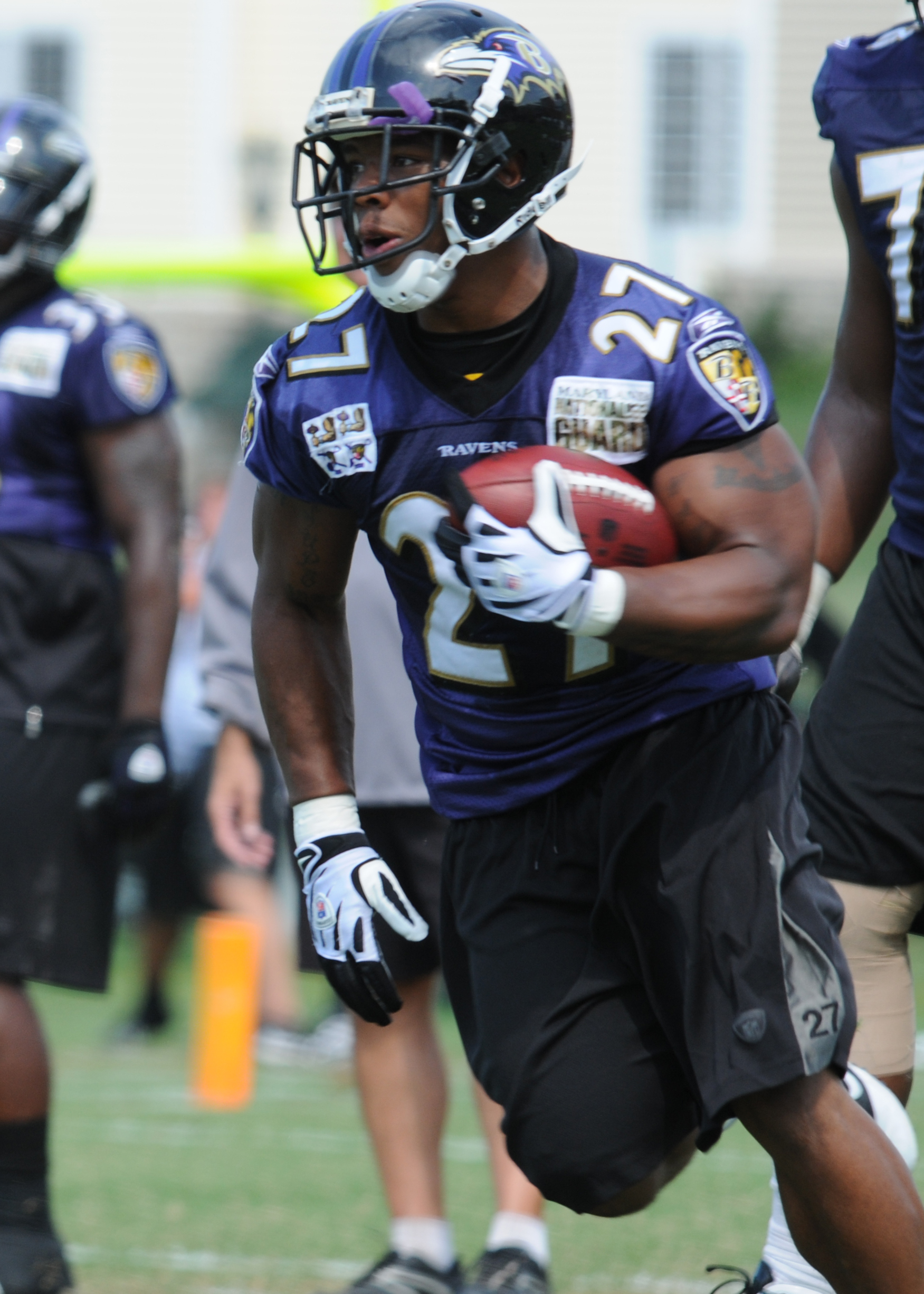
Rice durante un allenamento dei Ravens.

#### Stagione 2009
Fu annunciato durante il training camp che Rice sarebbe partito come il running back titolare al posto di Willis McGahee per la stagione 2009 e che Le'Ron McClain sarebbe diventato un fullback a tempo pieno.
Nel debutto stagionale contro i Kansas City Chiefs, Rice corse per 108 yards su 19 possessi, la sua seconda volta in carriera che superò le 100 yard.
Nella settimana 3, Rice corse il primo touchdown da professionista contro i Cleveland Browns. L'11 ottobre 2009, Rice ricevette il suo primo touchdown contro i Cincinnati Bengals. Il 18 ottobre 2009, (settimana 6) Rice guidò la sua squadra sia in corse che in ricezioni contro i Minnesota Vikings. Egli corse per 77 yards su 10 possessi segnando 2 touchdown. Inoltre ricevette 10 passaggi per 117 yard. Nella settimana 14, Rice corse il record in carriera di 166 yard per un totale di 216 segnando un touchdown. Nella settimana 16, in trasferta contro i Pittsburgh Steelers, Rice ebbe il record in carriera di 30 possessi per 141 yard, le quali ruppero la striscia degli Steelers che non avevano concesso ad alcun avversario di correre almeno 100 yard per 32 partite consecutive.
Egli terminò con 254 possessi per 1 339 yard e 7 touchdown, con una media di 5,3 yards per possesso.
Rice fu selezionato per il Pro Bowl del 2010, il suo primo, il 29 dicembre 2009.
Nel turno delle wild card nei playoff contro i New England Patriots il 10 gennaio 2010, Rice corse un touchdown da 83 yard nella prima giocata offensiva dei Ravens, la più lunga giocata della stagione dei Ravens, la più lunga corsa della sua carriera nella NFL e la seconda corsa più lunga nella storia dei playoff della NFL.

#### Stagione 2010
Il 20 dicembre 2010, contro i New Orleans Saints, Rice mise insieme il suo record in carriera di 233 yard dalla linea di scrimmage (153 corse e 80 ricevute) insieme a 2 touchdown. Le 233 yard totali furono il terzo risultato nella storia dei Ravens. Per questa prestazione, Rice fu premiato come giocatore offensivo della settimana della AFC. Il 9 gennaio 2011, nel turno delle Wild Card dei playoff contro i Kansas City Chiefs, Rice divenne il primo running back dei Ravens a ricevere un touchdown in una gara di playoff. Ray Rice terminò la stagione 2010 con 1 220 yard corse e 556 ricevute. Questa fu la sua seconda stagione consecutiva da 1 000 yard corse.

#### Stagione 2011
La stagione 2011 iniziò bene per Rice. Nella settimana 1 contro i Pittsburgh Steelers Rice corse 107 yarded 1 touchdown, oltre a 4 ricezioni per 42 yard ed un altro touchdown. I Ravens vinsero la partita 35ª 7. Con questa prestazione fu solo la seconda volta che gli Steelers concessero più di 100 yard corse ad un giocatore, entrambe ad opera di Rice. Nella settimana 10 egli passò il suo primo touchdown. Esso fu un completo da 1 yard per il tight end Ed Dickson nella sconfitta contro i Seattle Seahawks. Nella settimana 13, Rice corse per 204 yard contro i Browns compresa una corsa da 68 yard e 1 touchdown. Ray Rice corse per quattro volte in stagione più di 100 yard e superò le 1 000 yard per la terza stagione consecutiva. Per la sua prestazione contro i Browns, Rice fu premiato come giocatore offensivo della settimana della AFC. Egli fu inoltre messo sulla copertina del videogioco NFL Blitz di EA Sports dopo questa partita. Nella gara seguente, Rice corse altre 103 yard su 26 portate, con un touchdown ed un fumble perso nella vittoria sugli Indianapolis Colts.

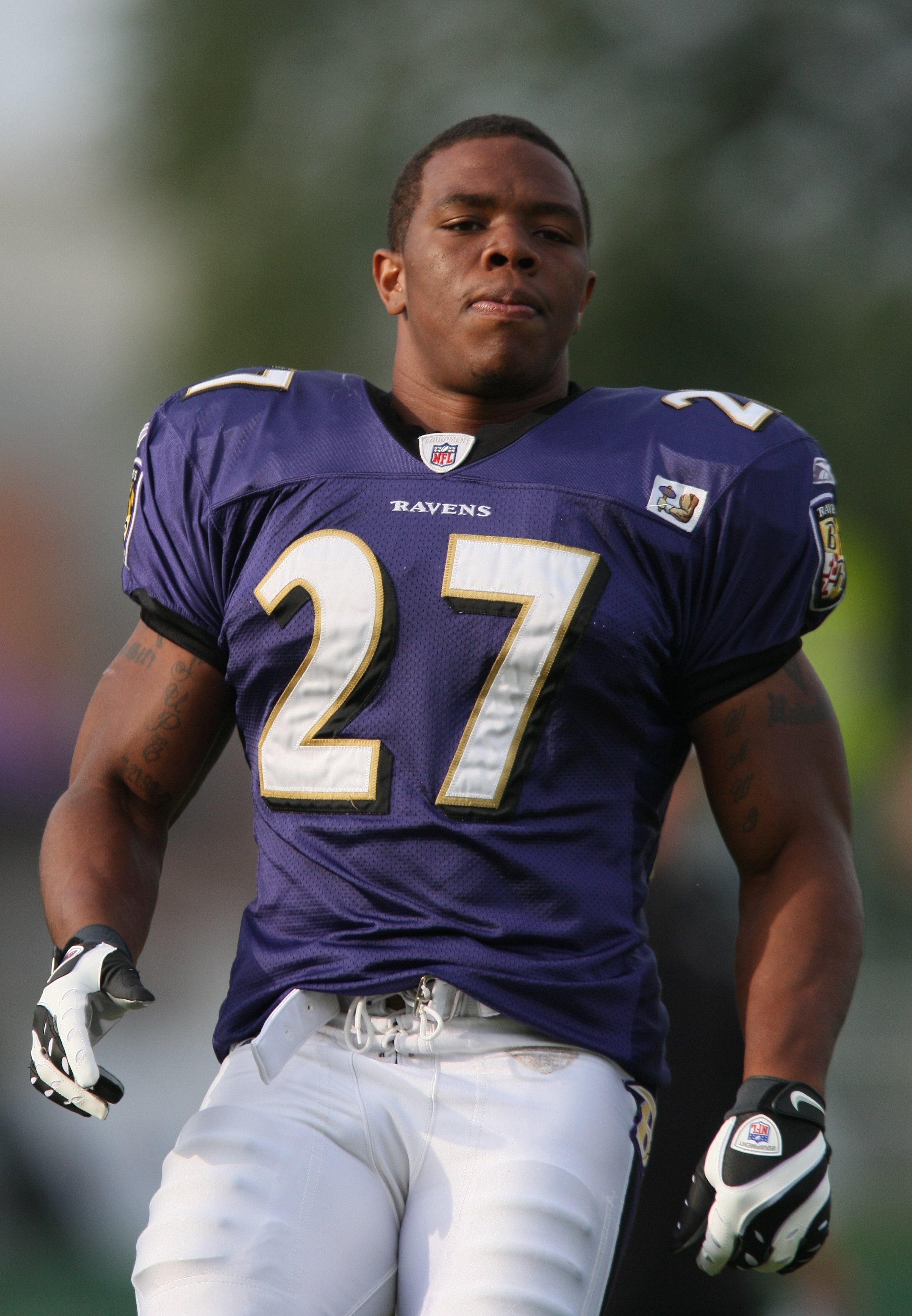
Rice nel 2008.

I Ravens di Rice vinsero la propria division e nei playoff arrivarono a sfiorare la partecipazione al Super Bowl, perdendo in un finale concitato nella finale della AFC contro i New England Patriots. Rice fu convocato per il suo secondo Pro Bowl in carriera come titolare della AFC, inserito nella seconda formazione ideale della stagione e votato al 22º posto nella NFL Top 100, l'annuale classifica dei migliori cento giocatori della stagione.

#### Stagione 2012
Nel marzo 2012, Rice fu designato come franchise tag dai Ravens. Il 16 luglio, dopo una lunga trattativa, il giocatore firmò un prolungamento contrattuale quinquennale con la franchigia del valore complessivo di 35 milioni di dollari, che potrebbe salire a 40 milioni con i bonus.
Il 10 settembre, Rice iniziò la stagione nel migliore dei modi guidando i Ravens a una netta vittoria contro i Cincinnati Bengals per 44-13. Ray guadagnò 68 yard su corsa su 10 tentativi e segnò due touchdown. Nel turno successivo, i Ravens furono sconfitti dai Philadelphia Eagles: Rice tuttavia giocò bene correndo 99 yard su 16 tentativi oltre a ricevere 6 passaggi per 53 yard. Nella settimana 3 i Ravens vinsero con un field goal negli ultimi istanti di gara contro i Patriots: Ray corse 101 yard su 20 tentativi segnando un touchdown e ricevette 5 passaggi per altre 49 yard.
Nel Thursday Night Football della settimana 4 i Ravens vinsero contro i loro rivali di division, i Cleveland Browns: Rice fu meno esplosivo delle partite precedenti, correndo 49 yard su 18 tentativi. Nella settimana 5 Baltimore si portò su un record di 4-1 con la vittoria sui Chiefs con Rice che trascinò ancora una volta la squadra con 102 yard corse. I Ravens vinsero la quarta gara consecutiva nella settimana 6 contro i Dallas Cowboys con Ray che corse 63 yard e segnò due touchdown.
Nella settimana 7, Baltimore perse nettamente contro gli Houston Texans per 43-13 col running back che corse solamente 43 yard. Dopo la settimana di pausa i Ravens vinsero coi Browns con Rice che corse 98 yard e segnò un touchdown. Nella settimana 10 i Ravens stabilirono il record di franchigia infliggendo 55 punti agli Oakland Raiders con Ray che corse 35 yard e segnò un touchdown.

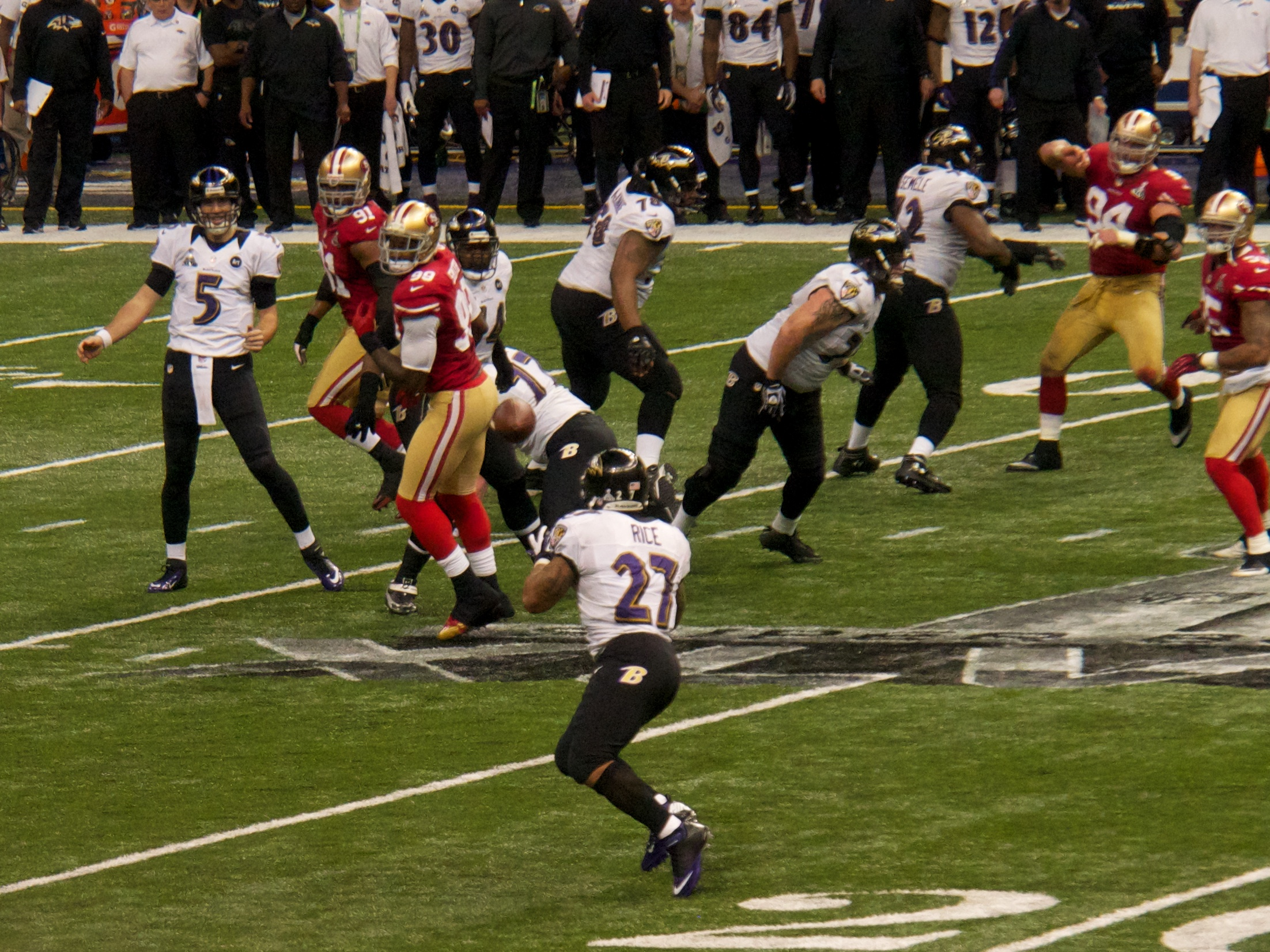
Un passaggio di Joe Flacco per Rice nel Super Bowl XLVII.

Nella settimana 12, Rice convertì un fondamentale quarto down ricevendo un passaggio da Flacco in una situazione di 4&29 nei tempi supplementari della gara contro i San Diego Chargers, consentendo a Baltimore pochi minuti dopo di segnare il field goal della vittoria. Ray terminò la gara con 96 yard corse e 67 ricevute.
Nella settimana 13 i Ravens sprecarono un vantaggio di 10 punti alla fine del primo tempo perdendo contro gli Steelers e interrompendo una striscia di 15 vittorie consecutive in casa. Rice corse 78 yard e segnò l'ottavo touchdown su corsa in stagione. Malgrado 121 yard corse e un altro touchdown, i Ravens persero la seconda gara consecutiva contro i Redskins nel turno seguente. Il periodo negativo della squadra continuò perdendo contro i Broncos con Rice che, correndo 38 yard, superò per il quarto anno consecutivo le mille stagionali. Il 26 dicembre fu convocato per il terzo Pro Bowl in carriera.
Nel primo turno di playoff, Rice contribuì alla vittoria sui Colts correndo 70 yard e ricevendone altre 47. Il 12 gennaio 2013, in uno Sports Authority Field at Mile High congelato, andò in scena una delle partite più memorabili della storia dei playoff NFL. Contro i Denver Broncos, sotto di sette punti a un minuto dal termine, i Ravens riuscirono prima a impattare la gara e poi a vincere grazie a un field goal dopo due tempi supplementari. Rice concluse la partita con 131 yard corse e un touchdown. Nella finale della AFC Baltimore batté in trasferta i New England Patriots qualificandosi per il secondo Super Bowl della storia della franchigia. Rice contribuì alla vittoria correndo 49 yard e segnando un touchdown. Il 3 febbraio 2013, Rice corse 59 yard su 20 tentativi nel Super Bowl XLVII contribuendo alla vittoria dei Ravens sui San Francisco 49ers per 34-31, laureandosi per la prima volta campione NFL.
A fine anno, Rice fu posizionato al numero 13 nella classifica dei migliori cento giocatori della stagione.

#### Stagione 2013
Nella prima della stagione, Rice corse 36 yard e segnò un touchdown nella netta sconfitta dei Ravens coi Broncos. Nella settimana 5 Baltimore vinse la sua terza gara, con il running back che corse 74 yard e segnò due touchdown. Dopo una parte centrale di stagione mediocre, tornò a giocare una gara degna della sua fama nella settimana 11 contro i Bears correndo 134 yard con un touchdown ma i Ravens furono sconfitti ai supplementari. La sua difficile stagione terminò con i minimi dal 2008, la sua stagione da rookie, per yard corse (660) e touchdown su corsa (4), mentre la sua media di 3,1 yard a portata fu la peggiore in carriera.

#### Stagione 2014
Il 24 luglio 2014, Ray fu sospeso per le prime due gare della stagione per avere violato il codice di comportamento imposto dalla lega, a seguito dell'arresto nel mese di febbraio per avere percosso la sua allora fidanzata, nel frattempo diventata sua moglie. L'8 settembre 2014, poche ore dopo la pubblicazione di un video ripreso dalla camera di sorveglianza di un ascensore, in cui lo si vedeva colpire violentemente la stessa ragazza con un pugno, lasciandola incosciente a terra e trascinandola fuori, Rice fu svincolato dai Ravens e sospeso a tempo indefinito dal Commissioner Roger Goodell. Il 28 novembre 2014 fu annunciato che Rice aveva vinto l'appello per essere riammesso nella lega. Non trovò tuttavia alcuna squadra disposta a concedergli una seconda occasione, finendo per ritirarsi dopo la stagione 2016.

## Accuse di violenza domestica

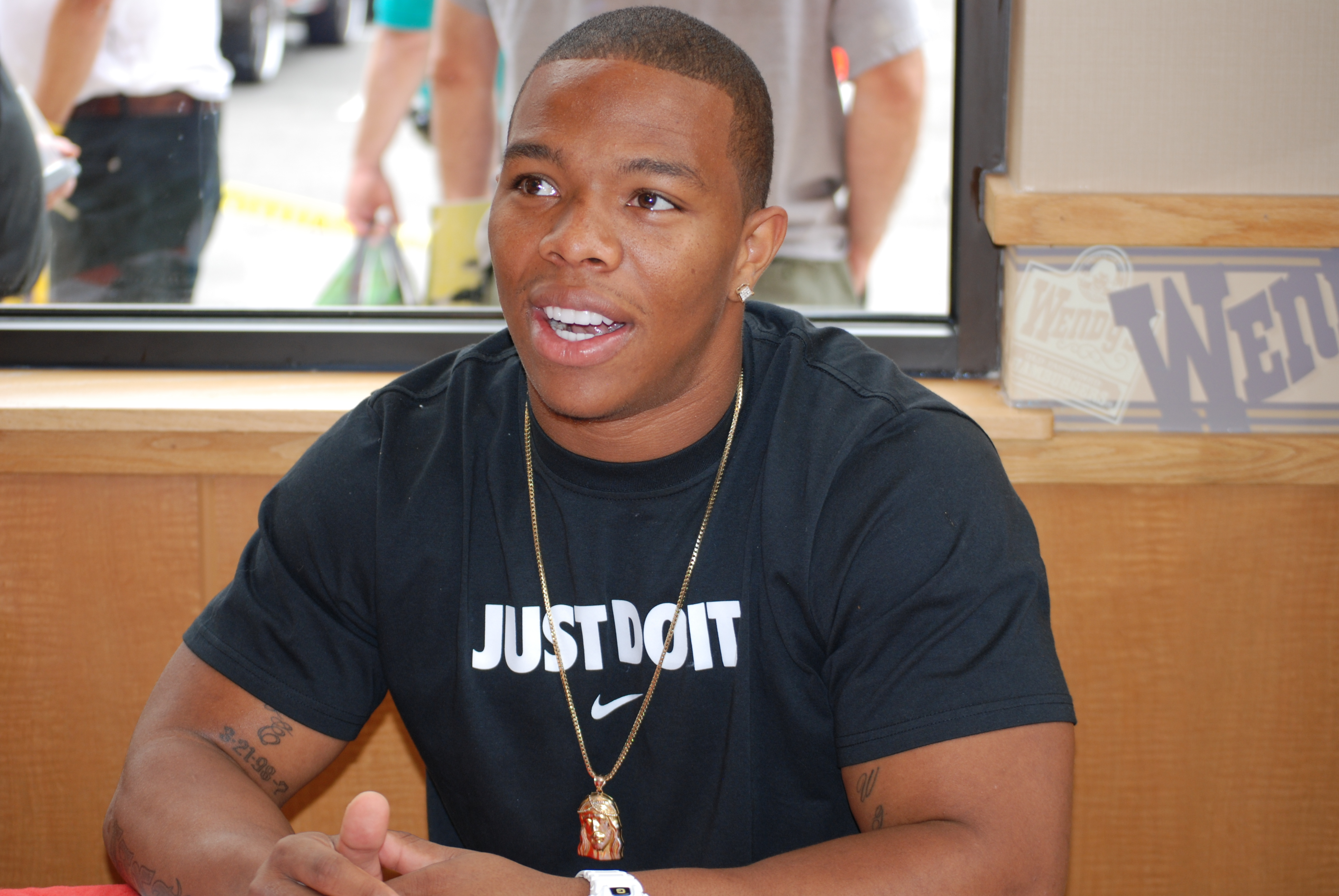
Ray Rice nel 2010

Il 15 febbraio 2014, Rice e la sua fidanzata (ora moglie), Janay Palmer, fu arrestato e accusato di aggressione dopo un alterco fisico all'allora Revel Casino ad Atlantic City, nel New Jersey. Il sito Web di notizie di celebrità TMZ ha pubblicato un video di Rice che, dopo averle tirato un pugno in faccia, trascina Palmer fuori da un ascensore priva di sensi. I Ravens hanno rilasciato una dichiarazione in seguito alla pubblicazione del video di TMZ, definendo la violenza domestica di Rice un "problema serio". La questione è stata gestita dalla Procura della Contea di Atlantic.
Il 27 marzo 2014, una grande giuria ha incriminato Rice di aggressione aggravata di terzo grado, con una possibile pena detentiva da tre a cinque anni e una multa fino a $15.000. Sei settimane dopo l'incidente, Rice sposò Palmer il 28 marzo 2014. Per l'incidente, Rice fu sospeso per le prime due partite della stagione 2014 della NFL il 25 luglio 2014. Le accuse penali furono successivamente ritirate dopo che Rice ha accettato di sottoporsi a una consulenza controllata dalla corte. In una conferenza stampa che annunciava lunghezze di sospensione più lunghe per i futuri episodi di violenza domestica, il commissario NFL, Roger Goodell ha dichiarato di "non aver capito bene" nel decidere la punizione di Rice.
Nel gennaio 2015, i Baltimore Ravens hanno risolto il reclamo dopo che Rice ha presentato un reclamo formale contro la NFL per chiusura ingiusta. Rice ha richiesto $3,5 milioni in base all'affermazione che i Ravens gli hanno imposto una seconda punizione, terminando il suo lavoro settimane dopo che la NFL ha imposto una sospensione di due partite. Sebbene i dettagli dell'accordo non siano stati resi noti, si stima che abbia ricevuto la maggior parte dei suoi reclami. Nel 2016, ha promesso di donare tutto lo stipendio di quella stagione alle organizzazioni benefiche per la violenza domestica se fosse stato firmato da una squadra.

## Palmarès

### Franchigia
- Super Bowl : 1

Baltimore Ravens: Super Bowl XLVII
- American Football Conference Championship: 1

Baltimore Ravens: 2012

### Individuale
- Convocazioni al Pro Bowl: 3

2009, 2011, 2012
- All-Pro: 2

2009, 2011
- GMC Never Say Never Moment della settimana: 1

2a settimana della stagione 2012

## Statistiche
| Partite totali      | 92    |
| Partite da titolare | 80    |
| Yard su corsa       | 6 180 |
| Touchdown su corsa  | 37    |